# Дарк-джаз
Дарк-джаз (англ. dark jazz) или тёмный джаз — музыкальный жанр, характеризующийся довольно медленным темпом, использованием элементов джаза, эмбиента и общей мрачной атмосферой. Несмотря на неопределенную дату рождения жанра, одной из первых работ, повлиявших на становление жанра, можно назвать саундтрек Майлза Дэвиса к французскому фильму «Лифт на эшафот», вышедший в 1958 году. В дальнейшем музыкальные ориентиры были переосмыслены одним из наиболее известных дарк-джаз коллективов современности Bohren & der Club of Gore.

## Звучание и инструменты
Дарк-джаз перенял характерные для джаза инструменты, такие как: ударные, контрабас, духовые (в особенности — саксофон и труба). Многие музыканты также используют элементы эмбиента, электроники, перегруженные электрогитары и прочие непривычные для классического джаза инструменты.

## Российский дарк-джаз
В середине 2010-х годов в России начали появляться первые дарк-джаз коллективы и исполнители, среди которых выделяются такие как Bebopovsky And The Orkestry Podyezdov, Low Kick Collective, Autger, Ale Gòtic, Fogh Depot и прочие.

## Представители
- Bohren & der Club of Gore
- The Kilimanjaro Darkjazz Ensemble
- The Mount Fuji Doomjazz Corporation
- Dale Cooper Quartet & The Dictaphones
- Povarovo
- Manet
- Lowering
- The Orchestra Of Mirrored Reflections
- Bad Angels
- Heroin and Your Veins
- Bebopovsky And The Orkestry Podyezdov
- Fogh Depot
- Kammerflimmer Kollektief[англ.]
- Joel Fausto & Illusion Orchestra[англ.]
- Michael Arthur Holloway
- Aging
- Detour Doom Project
- Ale Gòtic
- senketsu no night club
- The Sarto Klyn V
- HEFT